# Leonid Iudassin
Leonid Grigórievitx Iudassin (hebreu: ליאוניד גריגורייביץ' יודסין‎; rus: Леонид Григорьевич Юдасин; nascut a Leningrad el 8 d'agost de 1959) és un jugador i entrenador d'escacs jueu israelià d'origen rus que té el títol de Gran Mestre des de 1984. Iudassin és un Baal Teshuva i jueu ortodox practicant, i actualment viu a Nova York, on és un respectat entrenador d'escacs i dirigeix l'Acadèmia d'Escacs de Brooklyn. Entre els seus molts estudiants hi ha Varuzhan Akobian, Irina Krush i Jennifer Shahade.
A la llista d'Elo de la FIDE del maig de 2022, hi tenia un Elo de 2396 punts, cosa que en feia el jugador número 65 (en actiu) d'Israel. El seu màxim Elo va ser de 2645 punts, a la llista de gener de 1991.

## Resultats destacats en competició
Obtingué el títol de Mestre Internacional el 1982. El 1984 es proclamà campió de Leningrad i va obtenir el títol de GM i el 1988 i va guanyar la Copa de l'URSS d'escacs ràpids.
Aquests èxits primerencs van ser sobrepassats quan es proclamà covencedor del campionat absolut de l'URSS el 1990 (conjuntament amb Aleksandr Beliavski, Ievgueni Baréiev i Aleksei Vijmanavin, el títol va ser per Beliavski al desempat). El 1990 també va guanyar la medalla de bronze individual i la d'or per equips a l'olimpíada de Novi Sad, representant l'URSS i registrant la millor actuació entre seus companys d'equip. El 1994 i novament el 1996, va jugar sota bandera d'Israel a les olimpíades de Moscou i Erevan, respectivament.
Es va classificar per al torneig de candidats de 1991, i novament el 1994, quan va avançar fins als quarts de final, moment en què fou eliminat per Vladímir Kràmnik per 2½-4½.
Podria dir-se que el seu èxit internacional més impressionant va ocórrer a León el 1993, torneig que va guanyar per davant d'Aleksei Vijmanavin, Vesselín Topàlov, Anatoli Kàrpov i un jove Péter Lékó.
A banda, ha obtingut moltes victòries en torneigs internacionals, com ara a Leningrad (1989), Calcuta (1990), Pamplona (1990/91 i 1991/92) juntament amb Miquel Illescas), Dos Hermanas (1992), Memorial Botvínnik (1995), Super Torneig de Haifa (1996), Reggio Emilia (1999-00) i el Cavalls Blancs de Sant Petersburg (1998).
Iudassin va viure a Israel durant molts anys i va ser dues vegades campió d'Israel, a Tel-Aviv (1994).
Posteriorment va marxar a viure als Estats Units, on hi ha guanyat també molts torneigs, com ara l'Open dels Estats Units de 1990 i l'Open de Pennsilvània de 2001. El 2001 empatà al primer lloc al World Open de Filadèlfia (el campió al desempat fou Alexander Goldin).
Des de 2002, ha passat gran part del seu temps a Nova York, dominant els torneigs setmanals de Mestres, dels quals és el líder en guanys, per davant de Hikaru Nakamura, Jaan Ehlvest i Aleksander Wojtkiewicz. El 2004, va guanyar un fort torneig a Mont-real (Canadà).